# کاظم‌آباد (سیرچ)
کاظم‌آباد، روستایی از توابع بخش شهداد شهرستان کرمان در استان کرمان ایران است.

## جمعیت
این روستا در دهستان سیرچ قرار داشته و براساس آخرین سرشماری مرکز آمار ایران که در سال ۱۳۸۵ صورت گرفته، جمعیت آن ۸۵نفر (۲۰خانوار) بوده‌است.